# Puerto de la Canda
El puerto de la Canda, también denominado portilla de la Canda, (en gallego portela da Canda o simplemente A Canda), es un puerto de montaña España, que comunica las provincias de Orense, en Galicia, y la de Zamora, en Castilla y León.
Hace de frontera entre la comarca de Viana en la provincia de Orense y la comarca de la Alta Sanabria en la provincia de Zamora. También es límite del municipio orensano de La Mezquita y el zamorano de Lubián, siendo uno de los puntos más altos en Galicia.
Desde antiguo ha sido uno de los puertos atravesados por la ruta jacobea conocida como Camino de Santiago Sanabrés, y por tanto frecuentada por arrieros, peregrinos y viajeros en general.
La notable altitud de este accidente geográfico, su ubicación y su frecuente uso han hecho de La Canda tradicional lugar de paso en las comunicaciones entre Galicia y Castilla y León. El antiguo paso de montaña, gestionado actualmente por las Diputaciones de Zamora y Orense, respectivamente, en sus ámbitos territoriales, y catalogado como ZA-106 en su parte zamorana y como OU-125 en su parte orensana, corona la cima del puerto a 1261 metros de altura. Hasta 1975 fue conocido como N-525 y más tarde como N-525a hasta su transferencia a Zamora y Orense primero y posteriormente la adopción de su denominación actual.
Las dificultades orográficas de la zona han llevado a que este puerto cuente en la actualidad con cuatro túneles, tres carreteros y uno del ferrocarril, que faciliten su tránsito. Tres de esos túneles carreteros son utilizados, respectivamente, por la N-525 (abierto en 1975) y por ambos sentidos de la autovía de las Rías Bajas (abiertos en 1998 y 1999, respectivamente). El túnel ferroviario, en uso desde 1957, pertenece a la Red Nacional de los Ferrocarriles Españoles y forma parte de la línea férrea convencional Zamora-La Coruña.
A los pies del puerto, en el lado gallego, se encuentra el pueblo de La Canda, que toma el nombre de este.